# Aframomum citratum
Aframomum citratum là một loài thực vật có hoa trong họ Gừng. Loài này được (C.Pereira) K.Schum. mô tả khoa học đầu tiên năm 1904.